# Baron Dartmouth
Baron Dartmouth ist ein erblicher britischer Adelstitel, der zweimal in der Peerage of England verliehen wurde.

## Verleihungen
Am 28. Juli 1675 wurde der Titel Baron of Dartmouth für Charles FitzCharles geschaffen, einen unehelichen Sohn König Karls II. Die Verleihung erfolgte zusammen mit den übergeordneten Titeln Earl of Plymouth und Viscount Totness. Die Titel erloschen bei seinem Tod am 17. Oktober 1680.
In zweiter Verleihung wurde am 2. Dezember 1682 der Titel Baron Dartmouth, of Dartmouth in the County of Devon für den Unterhausabgeordneten William Legge, 1. Baron Dartmouth geschaffen. Sein Sohn, der 2. Baron, wurde am 5. September 1711 auch zum Earl of Dartmouth und Viscount Lewisham, in the County of Kent, erhoben. Die Baronie ist seither ein nachgeordneter Titel des Earl of Dartmouth.

## Liste der Barone Dartmouth

### Barone of Dartmouth (1675)
- Charles FitzCharles, 1. Earl of Plymouth, 1. Baron of Dartmouth (1657–1680)

### Barone Dartmouth (1682)
- George Legge, 1. Baron Dartmouth (1647–1691)
- William Legge, 1. Earl of Dartmouth, 2. Baron Dartmouth (1672–1750)
- William Legge, 2. Earl of Dartmouth, 3. Baron Dartmouth (1731–1801)
- George Legge, 3. Earl of Dartmouth, 4. Baron Dartmouth (1755–1810)
- William Legge, 4. Earl of Dartmouth, 5. Baron Dartmouth (1784–1853)
- William Legge, 5. Earl of Dartmouth, 6. Baron Dartmouth (1823–1891)
- William Legge, 6. Earl of Dartmouth, 7. Baron Dartmouth (1851–1936)
- William Legge, 7. Earl of Dartmouth, 8. Baron Dartmouth (1881–1958)
- Humphry Legge, 8. Earl of Dartmouth, 9. Baron Dartmouth (1888–1962)
- Gerald Legge, 9. Earl of Dartmouth, 10. Baron Dartmouth (1924–1997)
- William Legge, 10. Earl of Dartmouth, 11. Baron Dartmouth (* 1949)

Mutmaßlicher Titelerbe (Heir Presumptive) ist der jüngere Bruder des aktuellen Titelinhabers, Rupert Legge (* 1951).